# Arbeitskreis der Facheinrichtungen für Sexarbeitende im deutschsprachigen Raum
Der Arbeitskreis der Facheinrichtungen für Sexarbeitende im deutschsprachigen Raum (AKSD) ist ein Fachkreis für die sozialpädagogische und psychosoziale Arbeit in der männlichen Prostitutionsszene. Er wurde 1993 als Arbeitskreis Stricherprojekte in Deutschland (AKSD) in Frankfurt am Main gegründet und zwischenzeitlich in Arbeitskreis deutschsprachiger Strichereinrichtungen umbenannt.

## Arbeitsbereiche
Alle Einrichtungen des AKSD bieten eine niedrigschwellige Anlauf- und Beratungsstelle, die als Schutzraum für die Klientel dient. Neben Koch- und Essensangeboten, Waschmöglichkeiten und Kleiderreinigung werden Beratungen zu sexuell übertragbaren Erkrankungen durchgeführt, weiter Schulden- und Rechtsberatung sowie Unterstützung bei weiteren Alltagsproblemen angeboten. Darüber hinaus werden Freizeitangebote bereitgestellt, Sprachkurse angeboten sowie kostenfreies WLAN zur Verfügung gestellt. 
Zweiter Tätigkeitsschwerpunkt ist die aufsuchende Sozialarbeit mit Streetworkern an szenebekannten Treffpunkten wie Bahnhöfen und Cruising-Arealen.
Fokus ist die Zielgruppe der „Stricher“, insbesondere in Kontexten von Armuts- und Beschaffungsprostitution, Obdachlosigkeit und Flucht. Ein Schwerpunkt liegt auf der Zielgruppe mit der Belastung durch die „dreifachen Tabus von Prostitution, Homosexualität und Migration“. Die Grenzen zu Callboys und Male-Escorts als „qualifiziert, professionell selbstbestimmt und selbstbewusst Anschaffenden“ sind dabei fließend. wenngleich die Problembelastung unter letzteren als niedriger betrachtet wird.

## Anforderungen
Der AKSD stellt Anforderungen an Mitglieder. Das Fehlen einer eigenen Anlaufstelle explizit für männliche Stricher führte zum Ausschluss eines der Gründungsmitglieder des AKSD. Neben den Beratungsorganisationen selbst  müssen auch die jeweiligen Einrichtungsträger darüber hinaus insbesondere die Qualitätsstandards des AKSD akzeptieren, die Arbeit der Beratungsstelle fördern und dürfen sie nicht bürokratisch behindern. Die Organisationsformen der AKSD-Mitgliedseinrichtungen reichen vom eingetragenen, gemeinnützigen Verein bis zum Projekt einer AIDS-Hilfe, der Inneren Mission oder der Altkatholischen Kirche. Unterschiedlich sind auch die Finanzierungsgrundlagen (städtische Sozial-, Jugend- oder Gesundheitsbehörden, EU-Mittel, Spenden und Drittmittel).
Die Mitgliedsorganisationen treffen sich zweimal jährlich zu mehrtägigen Fachkonferenzen, um sich über konzeptionelle und praktische Arbeit sowie aktuelle Entwicklungen in der Szenearbeit auszutauschen.

## Ziele
Die Organisation verfolgt die Verbesserung der Lebensbedingungen und -verhältnisse von männlichen und trans* Prostituierten. Diskriminierung und Stigmatisierung der Klientel soll überwunden werden, der AKSD befürwortet die gesellschaftliche Anerkennung der Prostitution.

## Kooperationen und Mitgliedschaften
Kooperationspartner des AKSD sind die Deutsche Aidshilfe sowie das Bündnis der Fachberatungsstellen für Sexarbeiterinnen und Sexarbeiter. e.V. (bufas).
Der AKSD arbeitet weiter mit Fachhochschulen und Universitäten über gemeinsame Seminargestaltung, hinzu kommen Netzwerkarbeit und fachlicher Austausch mit Jugendeinrichtungen wie betreuten Wohngruppen oder Jugendämtern (Allgemeiner Sozialer Dienst), für die Konfliktlösungen und Krisenmanagement für die Klientel und ihrer Problemlagen angeboten werden. Weiter bietet der AKSD Referierende für Fachvorträge und arbeitet mit Ärzten (Schwerpunktpraxen, Psychiatern, Psychotherapeuten) und Psychiatrien zusammen.

## Einrichtungen
Zurzeit sind elf Einrichtungen Mitglieder im AKSD:
- Berlin: SUB/WAY Berlin e. V.[7]
- Hamburg: BASIS-Projekt[8]
- Frankfurt am Main: KISS[9]
- Köln: LOOKS e. V.[10]
- Stuttgart: Café Strich-Punkt[11]
- München: MARIKAS[12]
- Essen: Nachtfalke[13]
- Dortmund: neonlicht[14]
- Wien: Aids-Hilfe Wien[15]
- Düsseldorf: Aufwind[16]
- Erfurt: allerd!ngs[17]

## Onlineberatung Info4Escorts
In Kooperation der AKSD-Mitgliedsorganisationen wurde die „virtuelle Anlaufstelle“ info4escorts gegründet, die Informationen und Beratungsangebote für Jungen und junge Männer bereitstellte, die mit Sex Geld verdienen (Callboys, Escorts, Stricher, Taschengeld-Jungs). Weiter konnte ein Forum zum Austausch um Anschaffen und Sexarbeit sowie Gruppenchats und Chatberatung in Anspruch genommen werden. Im März 2017 wurde das Forum geschlossen, 2018 wurde die Plattform abgestellt, die Aufgaben wurden von den Mitgliedsorganisationen eigenständig fortgeführt. Zwischenzeitlich leitete die Domain auf die Seite der Stuttgarter Organisation weiter, die das Konzept der „hybriden Streetwork“ fortsetzt, indem „auf Dating-Plattformen und in digitalen sexuellen Communities auf Beratungs- und Anlaufstellen im Szenekontext mann*-männlicher Prostitution und queer-migrantischer Sexarbeit aufmerksam gemacht wird.“